# Макалов, Алексей Владимирович
Алексе́й Влади́мирович Мака́лов (23 февраля 1923, деревня Карельский Городок, Тверская губерния — 22 февраля 1986, Андропов) — гвардии старший сержант Рабоче-крестьянской Красной армии, участник Великой Отечественной войны, Сталинградской битвы, сражения на Курской дуге, форсирования Днепра и освобождения Европы. Герой Советского Союза (1945).

## Биография
Родился 23 февраля 1923 года в деревне Карельский Городок Бежецкого уезда Тверской губернии (ныне Молоковский район, Тверская область) в рабочей семье. В 1932 году семья Макалова переехала в город Рыбинск Ярославской области, где Алексей окончил семь классов средней школы. Работал токарем на заводе полиграфических машин.

### Великая Отечественная война
В Рабоче-крестьянской Красной армии с марта 1942 года, был призван Рыбинским горвоенкоматом и направлен в 18-ю отдельную воздушно-десантную бригаду, где прошёл необходимую военную подготовку, а в конце июня убыл под Сталинград.
Боевое крещение Макалов принял в бою в районе посёлка Котлубань. Через пять дней получил ранение и был отправлен в госпиталь в Саратов. После лечения был зачислен в 1-ю лыжную отдельную бригаду, где два месяца проходил обучение на курсах снайперов, получил звание сержанта.
В ходе июльских боёв 1943 года в качестве связного командира роты ПТР 203-го стрелкового полка 70-й гвардейской стрелковой дивизии показал себя «храбрым и мужественным», как отмечено в наградных документах. Под огнём противника передавал приказания командира роты по взводам и донесения в штаб полка, также оказывал первую помощь раненым бойцам. Был награждён медалью «За отвагу».
Зимой 1943 года Макалов принял участие в рейдах по тылам противника. В феврале 1943 года был ранен вторично, на этот раз в левую ногу. Проходил лечение в госпитале на станции Рыбное Рязанской области (ныне — город Рыбное), после чего в мае того же года был направлен командиром отделения в подразделение противотанковых ружей (ПТР) 203-го стрелкового полка. В составе этой дивизии воевал вплоть до конца войны. Участвовал в битве на Курской дуге, в освобождении городов Бахмач и Глухов.
Особо сержант Макалов отличился в ходе форсирования реки Днепр. В сентябре 203-й стрелковый полк вышел к Днепру севернее Киева, там, где впадает в него река Припять. Макалов с семью бойцами на маленьких лодках форсировали Днепр и захватили небольшой плацдарм, следом за ними следом форсировал реку и весь полк.
В ночь на 24 сентября 1943 года отделение ПТР гвардии старшего сержанта Макалова с автоматчиками форсировало Припять севернее города Чернобыль. Во время разведки отделение вышло в ты противника и атаковало обоз немцев, уничтожив автомашину с грузом и захватив пять повозок с боеприпасами. За ночь на плацдарм переправились еще две советские дивизии и прочно там закрепились.
В боях на плацдарме, прикрывая переправу других подразделение полка, Макалов лично подбил 1 танк и 1 танкетку. Израсходовав боезапас к противотанковому ружью, открыл огонь по немцам из автомата. В критическую минуту боя заменил раненого командира роты автоматчиков и с криком «Слушай мою команду! Идём на врага!» повёл за собой бойцов в атаку.
Указом Президиума Верховного Совета СССР от 16 октября 1943 года за отвагу и мужество, проявленные при форсировании Днепра, старшему сержанту Макалову было присвоено звание Героя Советского Союза.
Вскоре Макалов был переведён командиром отделения разведки того же полка. В июне 1944 года на Львовском направлении во время поединка с немецким бронетранспортёром был ранен и вновь отправлен в госпиталь. После выздоровления вернулся в свой полк и участвовал в боях в Карпатах, Силезии, на Одере. В марте 1945 года вступил в ВКП(б).
В мае 1945 года в ходе боёв за деревню Павловице (Польша) организовал оборону командного пункта полка и с автоматчиками отбил атаку противника, обеспечив эвакуацию полкового знамени. В этом бою Макалов лично уничтожил троих солдат противника. Был награждён орденом Красной Звезды.
Победу гвардии старший сержант Макалов встретил в Праге.

### После войны
В 1945 году ушёл в запас, так как ранения не позволяли продолжить службу.
Жил в Рыбинске, работал инженером-нормировщиком в производственном объединении моторостроения. Активно участвовал в военно-патриотическом воспитании молодежи.
Умер 22 февраля 1986 года в Рыбинске. Похоронен на Южном кладбище Рыбинска.

## Награды и звания
- Герой Советского Союза (Указ Президиума Верховного Совета СССР от 16 октября 1943 года, орден Ленина и медаль «Золотая Звезда» № 2755)[1];
- орден Отечественной войны I степени (11 марта 1985 года)[1];
- орден Красной Звезды (21 мая 1945 года)[6];
- медали СССР, в том числе:
  - медаль «За отвагу» (31 июля 1943 года)[6].

## Память
Имя Макалова высечено на памятнике рыбинцам — Героям Советского Союза, установленном на рыбинской Аллее Славы.